# Heptarkin

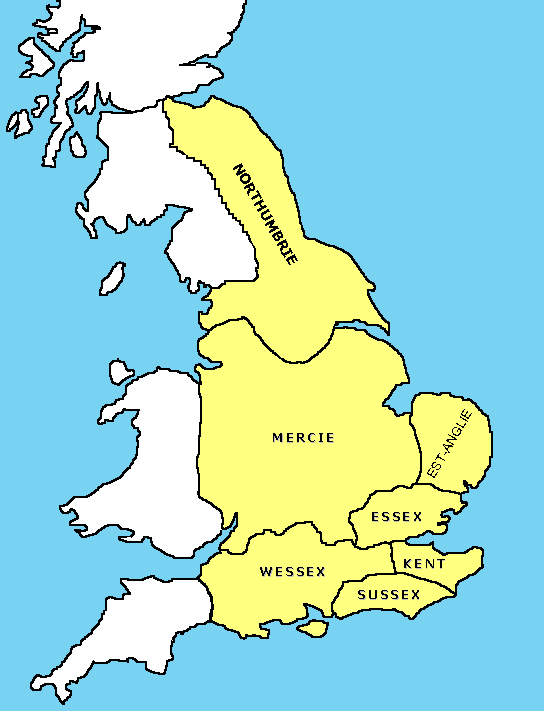
Heptarkins sju riken.

Heptarkin, från grekiska ἑπτά och ἀρχή, 'sju riken', är en benämning på de mäktigare av de småkungadömen i det anglosaxiska England under tidig medeltid. Dessa var East Anglia, Essex, Kent, Sussex, Northumberland, Mercia och Wessex, där de tre senare var de starkaste och de tidigare ofta var lydriken. Heptarkin övergick gradvis i det som idag är England, påskyndat av vikingarnas invasioner, som fick småkungadömena att förena sig för att kunna möta detta hot.